# 23 mars 1937
Le mardi 23 mars 1937 est le 82e jour de l'année 1937.

## Naissances
- Alain Sarfati, architecte et urbaniste français
- Boris Zaïtsev (mort le 24 février 2000), joueur de hockey sur glace russe
- Christian Chevreuse, acteur français
- Craig Breedlove, pilote automobile américain
- Gemmanick, peintre française
- Ibrahim Abouleish (mort le 15 juin 2017), médecin et un chimiste égyptien
- Ivan Renč, écrivain, réalisateur et acteur tchèque
- José Augusto Hülse, politicien brésilien
- José Luis Veloso, joueur de football espagnol
- Moacyr Scliar (mort le 27 février 2011), écrivain brésilien
- Natsuko Kuroda, romancière japonaise
- Per Olav Wiken (mort le 14 janvier 2011), skipper norvégien
- Robert Gallo, chercheur américain en immunologie et virologie
- Tony Burton (mort le 25 février 2016), acteur américain
- Vladimir Liberzon (mort le 4 août 1996), joueur d'échecs soviétique puis israélien

## Décès
- Grace Hudson (née le 21 février 1865), artiste américaine
- Helge Rode (né le 16 octobre 1870), écrivain, journaliste et critique danois

## Événements
- Fin de la bataille de Guadalajara